# CR338 (Luxemburg)
De CR338 (Chemin Repris 338) is een verkeersroute in het noorden van Luxemburg tussen Binsfeld (CR337) en de Belgische grens bij de Belgische plaats Ouren, waarna de route overgaat in een ongenummerde weg naar Ouren. De route heeft een lengte van ongeveer 9 kilometer.

## Routeverloop
De route bestaat uit twee delen. Het eerste gedeelte is een weggedeelte van ongeveer 4,8 kilometer tussen Binsfeld en de N7 E421 in Heinerscheid. Dit weggedeelte gaat tussen de CR337 en de CR335 van 470 naar 412 meter boven zeeniveau. Ondanks de langere afstand bevindt zich in dit deel een stuk weggedeelte met een daling van meer dan 8%. Na de CR335 gaat de route weer omhoog naar 530 meter hoogte. Ook hier bevindt zich een stuk van meer dan 5% stijging.
Vervolgens wordt de route onderbroken door de N7 E421, hoewel de kilometernotering op de kilometerstenen wel doorloopt. De kilometerstenen van de CR338 zijn echter niet langs de N7 E421 te vinden.
Het tweede gedeelte begint aan de N7 E421 bij Lieler en gaat vlak bij het drielandenpunt de Belgische grens over, verder richting Ouren. Dit weggedeelte heeft een lengte van ongeveer 4,6 kilometer. De route eindigt vlak voor de rivier de Our, welke op de grens ligt tussen Luxemburg-Duitsland en België-Duitsland.

## Plaatsen langs de CR338
- Binsfeld
- Heinerscheid
- Lieler

## CR338a
De CR338a is een voormalige weg bij de buurtschap Rossmühle. De route had een lengte van ongeveer 450 meter. In 1995 werd het wegnummer opgeheven. De weg van route is tegenwoordig niet meer echt aanwezig.
CR101 ·
CR102 ·
CR103 ·
CR104 ·
CR105 ·
CR106 ·
CR107 ·
CR108 ·
CR109 ·
CR110 ·
CR111 ·
CR112 ·
CR113 ·
CR114 ·
CR115 ·
CR116 ·
CR117 ·
CR118 ·
CR119 ·
CR120 ·
CR121 ·
CR122 ·
CR123 ·
CR124 ·
CR125 ·
CR126 ·
CR127 ·
CR128 ·
CR129 ·
CR130 ·
CR131 ·
CR132 ·
CR133 ·
CR134 ·
CR135 ·
CR136 ·
CR137 ·
CR138 ·
CR139 ·
CR140 ·
CR141 ·
CR142 ·
CR143 ·
CR144 ·
CR145 ·
CR146 ·
CR147 ·
CR148 ·
CR149 ·
CR150 ·
CR151 ·
CR152 ·
CR153 ·
CR154 ·
CR155 ·
CR156 ·
CR157 ·
CR158 ·
CR159 ·
CR160 ·
CR161 ·
CR162 ·
CR163 ·
CR164 ·
CR165 ·
CR166 ·
CR167 ·
CR168 ·
CR169 ·
CR170 ·
CR171 ·
CR172 ·
CR173 ·
CR174 ·
CR175 ·
CR176 ·
CR177 ·
CR178 ·
CR179 ·
CR180 ·
CR181 ·
CR182 ·
CR183 ·
CR184 ·
CR185 ·
CR186 ·
CR187 ·
CR188 ·
CR189 ·
CR190
CR200 ·
CR201 ·
CR202 ·
CR203 ·
CR204 ·
CR205 ·
CR206 ·
CR207 ·
CR208 ·
CR210 ·
CR211 ·
CR212 ·
CR213 ·
CR215 ·
CR216 ·
CR217 ·
CR218 ·
CR219 ·
CR220 ·
CR221 ·
CR222 ·
CR223 ·
CR224 ·
CR225 ·
CR226 ·
CR227 ·
CR228 ·
CR229 ·
CR230 ·
CR231 ·
CR232 ·
CR233 ·
CR234
CR301 ·
CR302 ·
CR303 ·
CR304 ·
CR305 ·
CR306 ·
CR307 ·
CR308 ·
CR309 ·
CR310 ·
CR311 ·
CR312 ·
CR313 ·
CR314 ·
CR315 ·
CR316 ·
CR317 ·
CR318 ·
CR319 ·
CR320 ·
CR321 ·
CR322 ·
CR323 ·
CR324 ·
CR325 ·
CR326 ·
CR327 ·
CR328 ·
CR329 ·
CR330 ·
CR331 ·
CR332 ·
CR333 ·
CR334 ·
CR335 ·
CR336 ·
CR337 ·
CR338 ·
CR339 ·
CR340 ·
CR341 ·
CR342 ·
CR343 ·
CR344 ·
CR345 ·
CR346 ·
CR347 ·
CR348 ·
CR349 ·
CR350 ·
CR351 ·
CR352 ·
CR353 ·
CR354 ·
CR355 ·
CR356 ·
CR357 ·
CR358 ·
CR359 ·
CR360 ·
CR361 ·
CR362 ·
CR364 ·
CR365 ·
CR366 ·
CR367 ·
CR368 ·
CR369 ·
CR370 ·
CR371 ·
CR372 ·
CR373 ·
CR374 ·
CR375 ·
CR376 ·
CR377 ·
CR378 ·
CR379
Routes die cursief vermeld staan, zijn voormalige routes.